# Shōkoku-ji

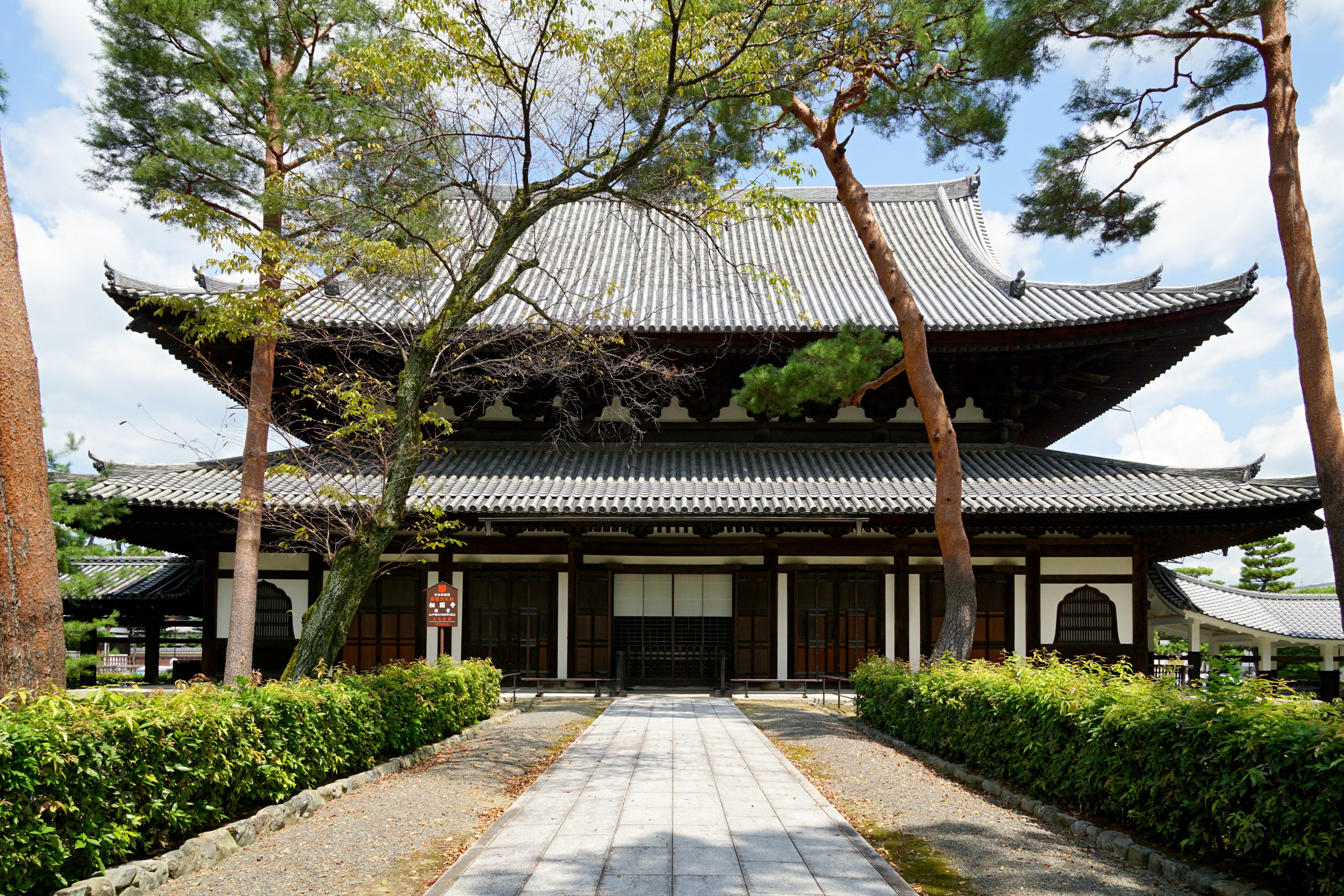
Die Lehrhalle (Hattō) des Tempels, Frontansicht

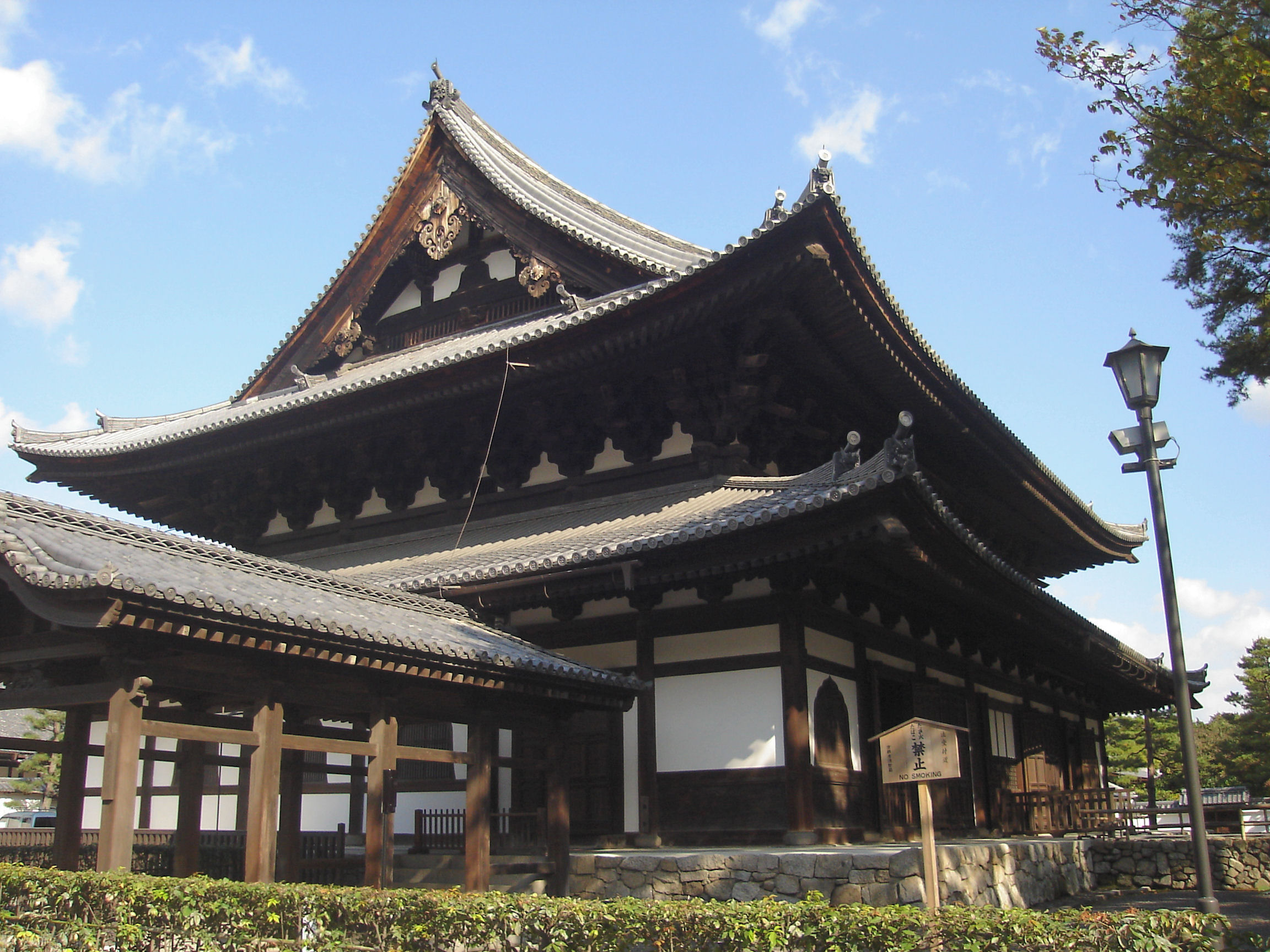
Die Lehrhalle, Seitenansicht

Der Shōkoku-ji (traditionelle Schreibweise: 相國寺 reformierte Schreibweise: 相国寺), korrekt Shōkoku Jōtenzen-ji (相国承天禅寺) mit dem Bergnamen Mannenzan (萬年山), ist ein buddhistischer Tempel im Bezirk Kamigyō der Stadt Kyōto. Er ist einer der sieben Haupttempel der Rinzai-shū und hat als solcher über 100 Zweigtempel, darunter den Kinkaku-ji und Ginkaku-ji.

## Geschichte
Der Bau wurde im Oktober 1383 auf Wunsch des Go-Komatsu-tennōs vom Sadaijin und Shōgun Ashikaga Yoshimitsu begonnen und 1392 abgeschlossen. Yoshimitsu wählte einen Platz östlich seiner Residenz, dem „Hana no gosho“. Der Tempel gehörte 1386 bei der Auswahl der „Fünf Zen-Tempel“ von Kyōto (Gozan) dazu und nimmt dort die zweite Stelle ein.
Erster Vorsteher im Dezember 1382 wurde de facto der Zen-Meister Shun’oku Myōha (春屋 妙葩; 1311–1388), der Yoshimitsu im Jahr 1367 ordiniert hatte. Myōha ließ diese Ehre jedoch nominell und postum seinem verstorbenen Onkel Musō Soseki verleihen. Myōha trat 1386 zurück, sein Nachfolger wurde Kūkoku Myōō (1328–1407).
1393 wurde eine fünfstöckige Pagode von 70 m Höhe errichtet, aber bereits im folgenden Jahr brannte sie mit der Tempel-Anlage ab. 1399 errichtete man eine 100 m hohe Großpagode, bei deren Einweihung Yorimitsu anwesend war. Doch als auch diese bald abbrannte, nämlich 1403 durch einen Blitzeinschlag, verzichtete man auf einen Wiederaufbau.
Während des Ōnin-Bürgerkrieges wurde der Tempel zerstört, dann wieder 1551, aber seine Priester bemühten sich weiterhin, die Zen-Kultur zu bewahren. 1584 stieß Saishō Shōdai (西笑承兌; 1548–1608) zu den Mönchen und machte sich um den Wiederaufbau verdient. 1605 stiftete Toyotomi Hideyori ein neues Hauptgebäude, das Hattō. Tokugawa Ieyasu stiftete im Jahr 1609 das Haupttor (Sammon) und der Go-Mizunoo-tennō überließ ein Gebäude aus seinem Palast als Grabhalle des Tempelgründers (Kaisantō). Bei dem Temmei-Großbrand 1788 brannte die Anlage bis auf das Hattō, das Badehaus und das Chokushi-Tor ein weiteres Mal ab. Eine Reihe von Gebäuden wurden 1804–1818 wieder aufgebaut, nicht aber die zu einer Tempelanlage, dem Garan (伽藍) im Zen-Stil, gehörende Buddha-Halle, auch nicht das Sammon.
Nach der Meiji-Restauration verlor der Tempel an Unterstützung. Die heutige Anlage umfasst nur noch ein Fünftel des alten Gebietes.

## Tempelanlage
1. Eingangstor (総門, sōmon)

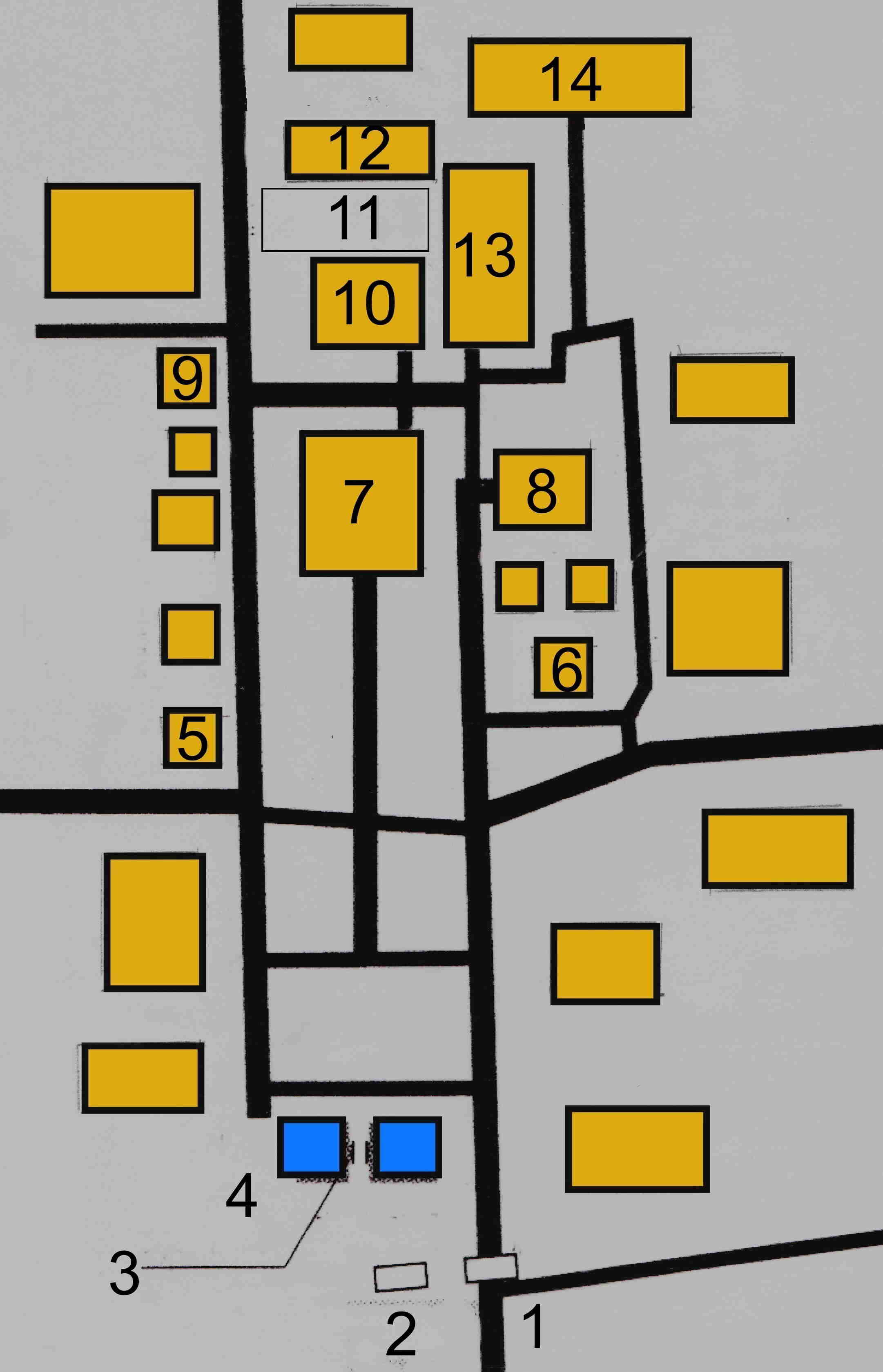
Shōkoku-ji Tempelanlage

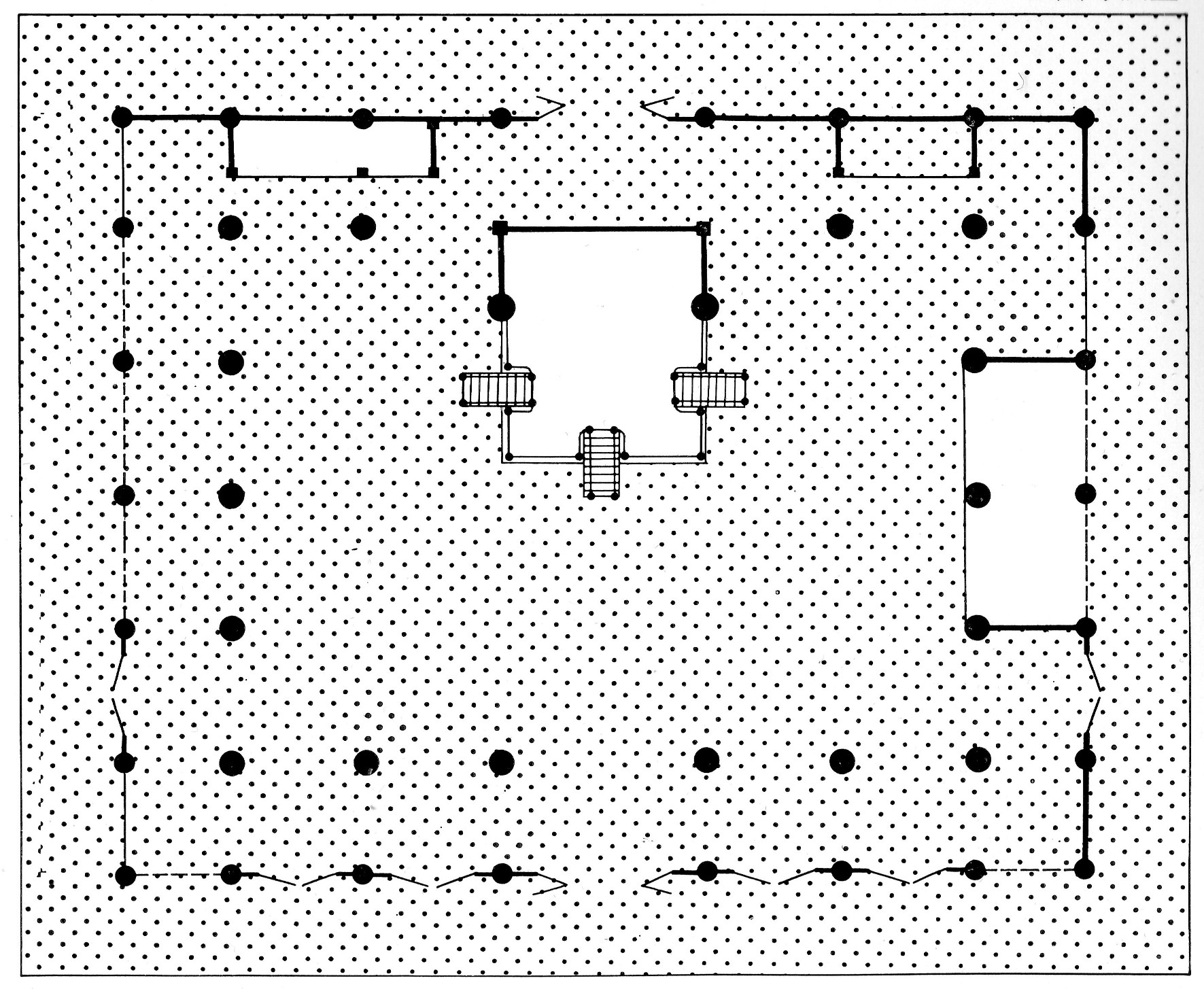
Plan der Haupthalle

2. Tor für kaiserlichen Boten (勅使門, chokushimon)
3. Brücke (天界橋, tenkaibashi)
4. Teich (放生池, jōshōji)
5. Sutrenspeicher (経蔵, kyōzō)
6. Glockenturm (鐘楼, shōrō) von 1843, von beachtlicher Größe, auch Kyōonrō (洪音楼) genannt.
7. Haupthalle (法堂, hattō). Dieses Gebäude (28,72 × 22,80 m) ist beispielhaft für die Zen-Architektur der Zeit. Der Raum ist innen von einem Umgang umgeben, auf dem Altar (須弥山) thront der Gegenstand der Hauptverehrung, (Go-Honzon), eine von Unkei (運慶; 1151–1223) angefertigte Skulptur des Shaka Nyorai. Die Ausmalung der Decke mit einem Drachen (蟠龍図, hanryū-zu) wird Kanō Mitsunobu zugeschrieben.[Anm. 1]
8. Grabhalle für den nominellen Gründungs-Abt (開山塔, kaisantō). Dort wird Musō mit einer Statue geehrt. Die Türen (tobusuma, sugito) sollen von Maruyama Ōkyo bemalt worden sein. Der vordere Garten wird „Ryūgensui no niwa“ (龍渕水の庭) genannt, obwohl er vom Kare-san-sui-Typ ist und kein Wasser fließt.
9. Bad (浴室, yokushitsu) von 1596, hier Semmyō (宣明) genannt, ist ein Dampfbad.
10. Abtresidenz (方丈, hōjō) von 1807. Die Bilder auf den Schiebetüren (fusuma-e) in dem langgestreckten Gebäude sollen von Hara Zaichū (原在中; 1750–1837) stammen.
11. Gartenanlage (裏方丈庭園, ura hōjō teien)
12. Arbeits- und Empfangsgebäude (書院, shoin)
13. Refektorium (庫裏, kuri)
14. Museum (承天閣美術館, Jōtenkaku bijutsukan)

Zur Gesamtanlage gehören die in unmittelbarer Nähe (auf dem Plan nicht weiter gekennzeichneten) kleine Tempel und Mönchsklausen (塔頭, tatchū) dazu.
Auf dem Friedhof finden sich die Gräber von Fujiwara no Sadaie, Ashikaga Yoshimasa und anderen. Auf einem Nebengelände sind die Samurai des Satsuma-han begraben, die bei dem Hagurigomon-Zwischenfall 1864 ums Leben kamen.

## Weitere Bauten
- Zu den Tatchū gehört das Daitsū-in (大通院), zu dem auch ein Zazen-Raum (座禅堂, zazendō), der hier Enbutsujō (選仏場) heißt.
- Zwei kleine Schreine befinden sich zwischen dem Glockenturm und dem Kaisantō.

## Shōkoku-ji und die Kunst
Die Mönchmaler Jōsetsu und Shūbun des Tempels begründeten die monochrome Tuschemalerei (水墨画, suibokuga) in Japan. Es folgten dann die Schüler Sesshū, Sōtan und andere. Der Maler Itō Yakuchū war dort im 18. Jahrhundert tätig und ist auch dort begraben. Viele Kunstwerke des Tempels sind in einem eigenen Museumsbau, dem Jōtenkaku bijutsukan, zu besichtigen. Als Nationalschatz ist ein Schriftsatz von Mugaku Sogen (無学祖元; 1226–1286) registriert. Bekannt ist der Zenzyklus „Der Ochse und sein Hirte“, dessen Bebilderung Shūbun zugeschrieben wird.

### Galerie

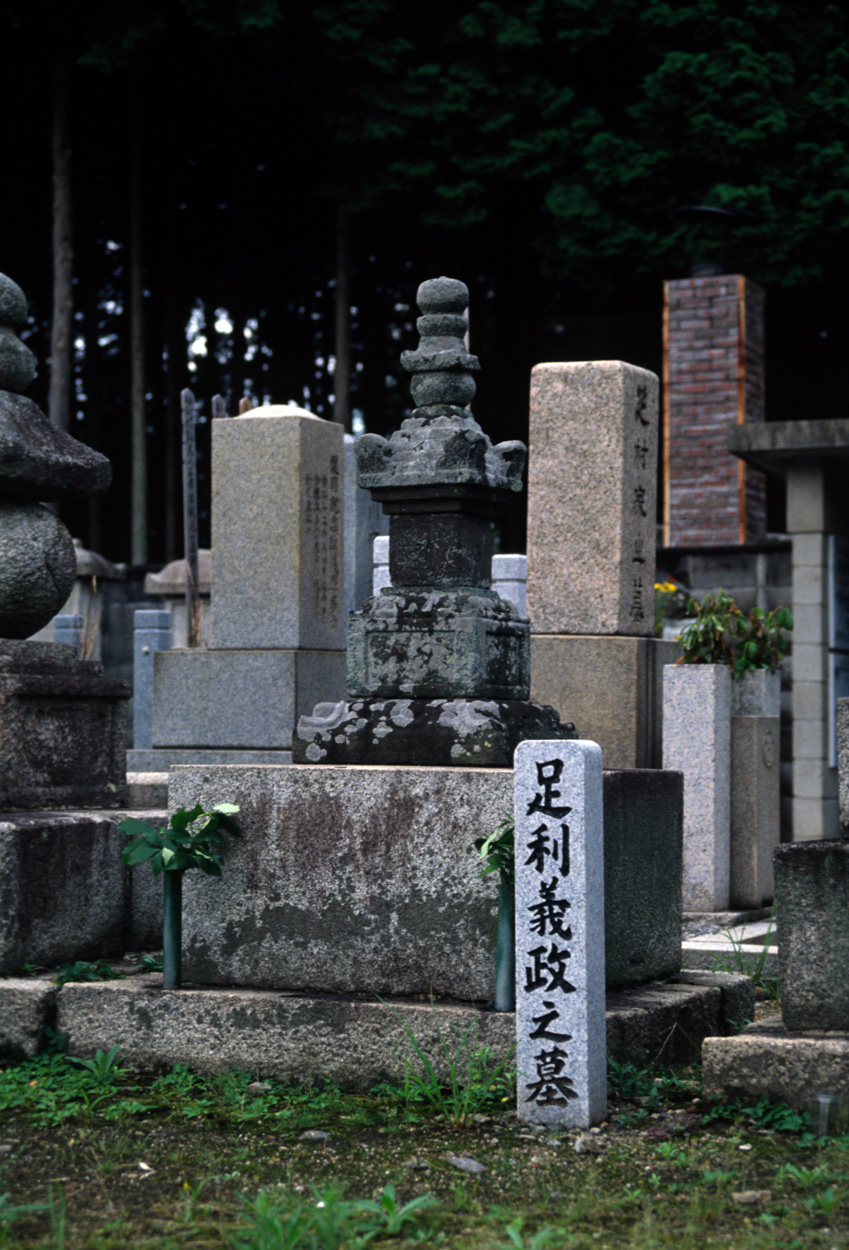
Grab des Ashikaga Yoshimasa
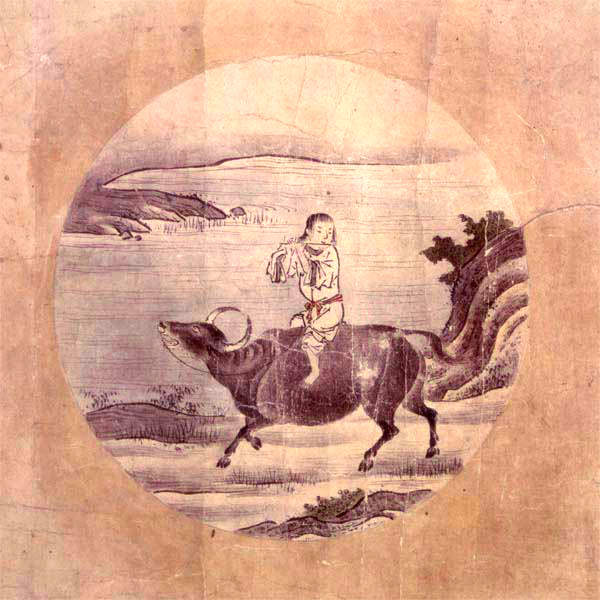
Aus der Serie der 10 Ochsenbilder
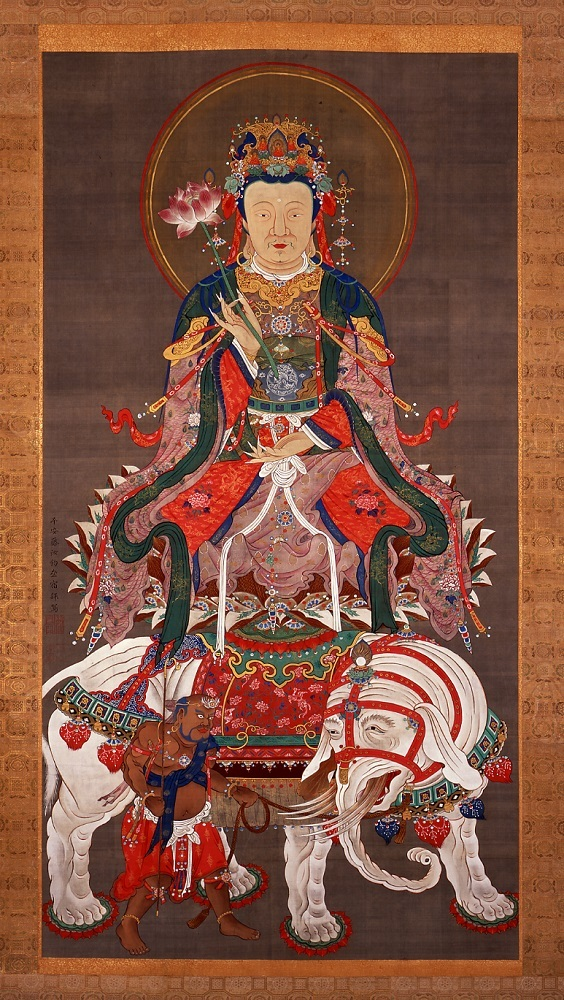
Fugen (Itō Yakuchū)
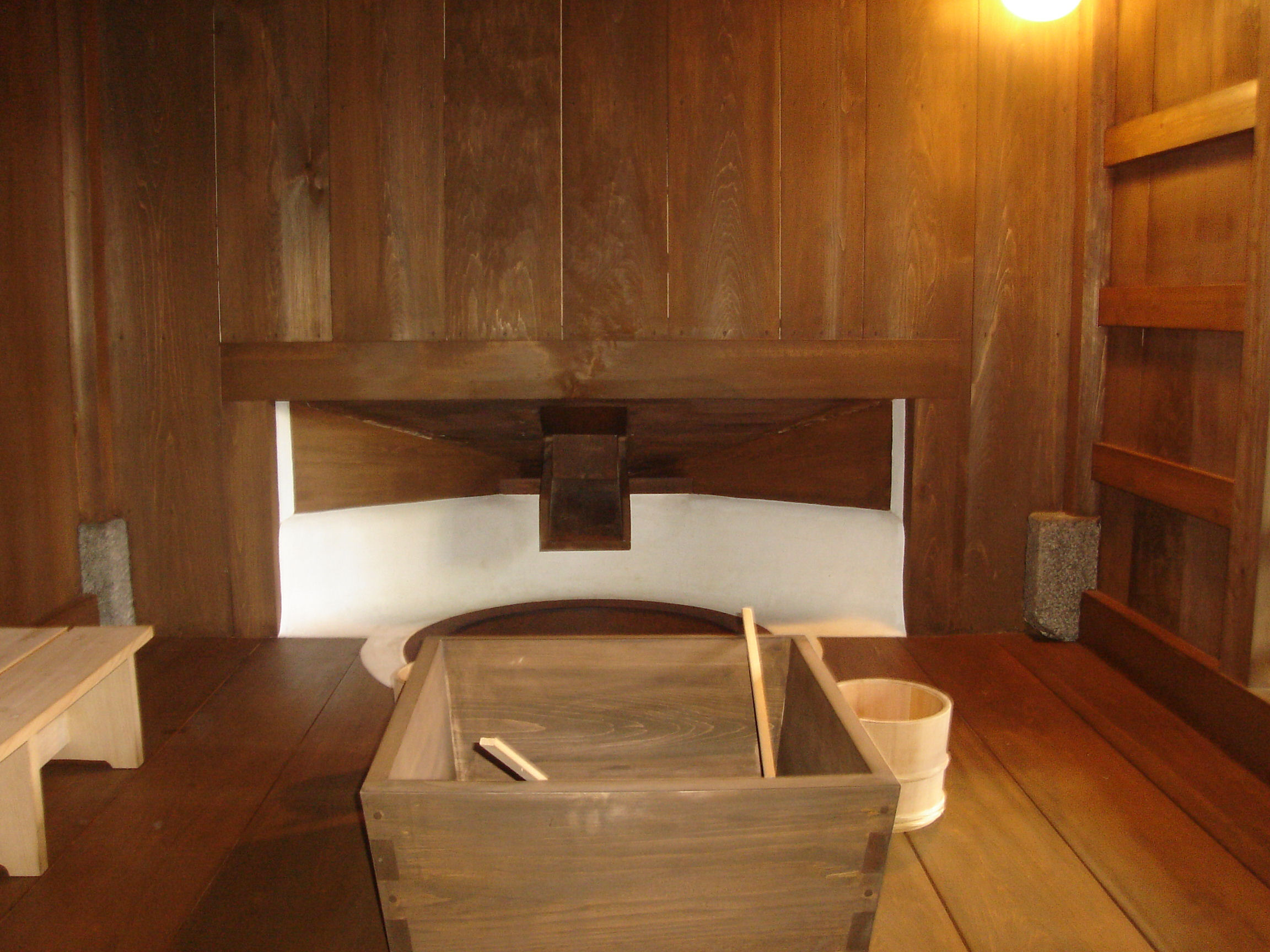
Badestube